# Smeringopus lesnei
Smeringopus lesnei is een spinnensoort uit de familie trilspinnen (Pholcidae). De soort komt voor in Oost-Afrika.